# María Jesús Lago Rey
María Jesús Lago Rey, més coneguda com a Chus Lago (Vigo, 25 de desembre de 1964) és una alpinista i escriptora gallega, l'única que ha pujat l'Everest sense oxigen artificial.

## Carrera esportiva
Als onze anys ja comença a sortir a la muntanya amb el seu pare, al Vixiador, un turó als afores de Vigo, i també comença aviat a realitzar sortides internacionals, als Pirineus, als Andes, a Kenya o a l'Himàlaia.
El 1997 corona el seu primer vuitmil, el Cho Oyu. L'any següent intenta assolir el cim de l'Everest sense aconseguir-ho. El 1999 torna a provar-ho, aquest cop amb èxit i sense utilitzar oxigen artificial. Es va convertir en la primera gallega a fer-ho i la tercera dona del món en aconseguir-ho, després de l'anglesa Alison Heargraves i la nord-americana Fransis Distefano. L'expedició va realitzar-la pràcticament sola, només amb l'ajuda d'un escalador tibetà.
El 2006 el seu objectiu fou creuar Groenlàndia a peu, d'oest a est, seguint la ruta de Merab Khazabi pel cercle polar àrtic. No obstant, per problemes tècnics amb les bateries de les radiobalises va haver d'abandonar l'intent, juntament amb el seu company Juan Martínez.
El 2008 es proposa creuar el pol Sud geogràfic, en una expedició de dos mesos en què va estar sola. L'experiència, gravada amb una càmera que la pròpia alpinista portava amb ella, era relatada dia a dia per la seva cunyada en un blog. El documental Chus Lago: sola ante el hielo es va emetre l'abril de 2009 per Canal +.
Té el títol de «pantera de les neus», que es concedeix a qui assoleix els cinc cims més alts de l'antiga Unió Soviètica: Comunisme, Pobeda, Lenin, Ghorsenevscaia i Ghan Tengri.

## Carrera política
En les eleccions municipals de 2007 Chus Lago es va presentar per les llistes del PSdeG-PSOE a l'ajuntament de Vigo, en el número dos d'una candidatura encapçalada per Abel Caballero, i va sortir escollida regidora.

## Obra literària
Ha narrat les seves experiències esportives en diversos articles. Les seves obres més importants són:
- Una mujer en la cumbre, 2004
- Everest, fuera de la Tierra, 2000